# Adriana Monti
Adriana Monti (* 1951 in Mailand) ist eine italienische Filmregisseurin und Drehbuchautorin.
Monti arbeitete als Regieassistentin bei Luigi Comencini und legte erste eigene Werke mit experimentellen Videofilmen vor. Daneben schuf sie Dokumentarfilme. 1988 drehte sie als unabhängige Produzentin und auf 16 mm ihren ersten Spielfilm, Gentili signore, der beim Festival in Bellaria prämiert wurde, aber in nur sehr geringer Kopienzahl in den Verleih kam. Nach weiteren Dokumentararbeiten ging sie 1996 nach Kanada, wo sie als Reporterin für OMNI Televisions arbeitete und ihre eigene Gesellschaft, A&Z Media, gründete. 2010 und 2012 legte sie weitere Arbeiten vor, die ihren feministischen Ansatz vertieften. Dabei arbeitete sie mit dem Künstler Mark Thompson bzw. der Musikerin Ruth Budd zusammen.

## Filmografie (Auswahl)
- 1988: Gentili signore